# Eprint
Als Eprint bezeichnete man einen in digitaler Form vorliegenden wissenschaftlichen Artikel in einer Fachzeitschrift oder einem Sammelband (seltener auch eine Monografie wie eine Hochschulschrift). Ist er noch nicht erschienen, spricht man von Preprint, nach der Publikation von einem Postprint. Der Begriff war jedoch im Vergleich zu Pre- und Postprint nie besonders gebräuchlich.
Im Weiteren wird der Begriff Eprint jedoch mehr und mehr als Kondensat bzw. Ersatzwort für den Begriff „Web-to-Print“ benutzt. Mit Eprint soll in diesen Fällen also das Drucken von Dokumenten aus lediglich digitalen Datenquellen bezeichnet werden (hierbei ein zumeist über das Internet gesteuerter Prozess).
EPrints ist der Name für eine Freie Software zum Betrieb eines Dokumentenservers.